# Rojdi
Rojdi est un site archéologique indien se rattachant à la civilisation de la vallée de l'Indus. Ce site est occupé de 2500 à 1700 av. J.-C.
Il est localisé sur la rive nord de la rivière Bhadar dans le taluka de Gondal du district de Rajkot, au centre de la péninsule de Saurashtra dans l'État du Gujarat en Inde. 

## Chronologie
Le site archéologique fait l'objet de sept campagnes de fouilles entre 1982 et 1995, menées par le département d'archéologie de l'État du Gujarat en coordination avec le musée universitaire américain de l'Université de Pennsylvanie.
Les fouilles confirment trois périodes d'occupation, appelées Rojdi A, B et C. Vingt datations au carbone 14 permettent d'établir la chronologie de Rojdi de la façon suivante :
La période la plus récente est appelée « Rojdi C » et date de 1900 à 1700 av. J.-C., précédée par une période numérotée « Rojdi B » datant de 2200 à 1900 av. J.-C. ; la plus ancienne période (la couche la plus profonde) étant « Rojdi A », datée de 2500 à 2200 av. J.-C..

## Architecture
Deux grandes zones de fouilles sont explorées à Rojdi, elles sont connues sous le nom d'Extension Sud et de Monticule Principal. Une fouille approfondie est également effectuée au niveau d'une porte extérieure et d'un bâtiment isolé sur le versant nord du site. Tous ces fondements très finement préservés sont datés de la période « Rojdi C » au début du deuxième millénaire avant J.-C. Les maisons de Rojdi sont construites sur des fondations en pierre, probablement surmontées de murs en terre. Aucune brique, cuite ou non, n'a été retrouvée au cours des fouilles. Aucun puits, aucune plateforme de baignade et aucun drainage de rue associé n'ont été trouvés non plus.

## La culture matérielle
La plupart des poteries retrouvées à Rojdi sont des pièces solides, de couleur rouge à chamois, fabriquées à partir d'argile bien préparée. Le récipient le plus souvent retrouvé est un bol hémisphérique en faïence rouge, avec souvent une poignée à goujon, qui représente plus de la moitié de tous les fragments de poterie trouvés à Rojdi. La poterie présente souvent des graffitis avec des signes de l'écriture de l'Indus, comme le signe représentant un pot. Il y a également une courte inscription en écriture harappéenne sur le bord d'un fragment de poterie. Cinq haches plates en cuivre ou en bronze (quatre entières et une cassée) sont également découvertes, toutes datant de la période « Rojdi C ». Il n'y a aucune indication ou trace d’activité industrielle ou de fabrication dans aucune des phases à Rojdi. Les caractéristiques générales des structures et des artéfacts fait penser à un village d'agriculteurs,.